# Metaplagia facialis
Metaplagia facialis là một loài ruồi trong họ Tachinidae.